# Szamnung (Phadzsu)
A Szamnung (Samneung) (hangul: 삼릉, handzsa: 三陵; szó szerint: „három királyi sír”) Kjonggi (Gyeonggi) tartomány  Phadzsu (Paju) városában található Csoszon (Joseon)-kori koreai királysírcsoport, melybe három királynét és egy posztumusz királlyá kinevezett koronaherceget temettek.

## Története
| Sír neve                          | Elhunytak neve | Év   |
| --------------------------------- | --- | ---- |
| Kongnung (공릉, 恭陵, Gongneung)  | Csangszun (장순, Jangsun) királyné (Jedzsong (Yejong) király felesége) | 1461 |
| Szullung (순릉, 順陵, Sulleung)   | Kongje (공혜, Gonghye) királyné (Szongdzsong (Seongjong) király felesége) | 1474 |
| Jongnung (영릉, 永陵, Yeongneung) | Hjodzsang (진종, Hyojang) koronaherceg (posztumusz: Csindzsong (진종, Jinjong) király; Jongdzso (Yeongjo) király fia) Koronahercegő a Cso (Jo) klánból (posztumusz: Hjoszun (효순, Hyosun) királyné) | 1729 |

### Kongnung(Gongneung)
Han Mjonghö (Han Myeong-hoe) (한명회) befolyásos politikus lánya 1460-ban lett Szedzso (Sejo) király koronaherceggé választott fiának, a későbbi Jedzsong (Yejong) királynak a felesége. Egy évvel később azonban a hercegné mindössze 16 évesen belehalt a szülésbe, még férje trónra lépése előtt. 1470-ben posztumusz kapta meg a Csangszun (Jangsun) királyné címet, és változtatták sírja nevét királyi sírhoz méltóan nung (neung)gá, azonban külsőségekben nem változtattak a síron, nem olyan gazdagon kidolgozott, mint a királysírok általában. A sír jellegzetessége, hogy egyedül itt alkalmaztak kanyarodó cshamdo (chamdo) utat, a földrajzi jellemzők miatt.

### Szullung(Sulleung)
Kongje (Gonghye) királyné Han Mjonghö (Han Myeong-hoe) negyedik lánya, azaz Csangszun (Jangsun) királyné húga volt, akit fiatalon adtak hozzá a későbbi Szongdzsong (Seongjong) királyhoz. Amikor férje király lett, királynéi rangra lépett, de öt évvel később meghalt, örökös nélkül. Sírja nővéréével szemben található, mivel azonban királynéként halt meg, a sír jóval díszesebb, mint Csangszun (Jangsun)é.

### Jongnung(Yeongneung)
Hjodzsang (Hyojang), Jongdzso (Yeongjo) király elsőszülött fia hatévesen, 1725-ben lett koronaherceg, azonban három évvel később meghalt. Szado (Sado) koronaherceg erőszakos halálát követően Jongdzso (Yeongjo) elrendelte, hogy Szado (Sado) fiát, a későbbi Csongdzso (Jeongjo) királyt nevezzék meg Hjodzsang (Hyojang) fogadott fiának, így tudta biztosítani a legitim trónra lépését. Hjodzsang (Hyojang)ot 1727-ben, nyolcévesen házasították ki, felesége akkor 12 éves volt. 1751-ben, 37 évesen hunyt el. Csongdzso (Jeongjo) trónra lépése után mindkettő rangját megemelte, Hjodzsang (Hyojang) a Csindzsong (Jinjong) király, felesége pedig a Hjoszun (Hyosun) királyné templomi nevet kapta. Két külön sírban helyezték el őket, egyszerű, rendezett környezetben, a királysírokra általában jellemző szobrok és díszítőelemek teljesen hiányoznak.